# Thomas Scott Fiske
Thomas Scott Fiske   (Nova York, 12 de maig de 1865 - Poughkeepsie, 10 de gener de 1944) va ser un matemàtic nord-americà, fundador de la New York Mathematical Society, que el 1894 es va convertir en la actual American Mathematical Society.

## Vida i obra
Fiske va estudiar a l'escola de l'Old Trinity Church de Nova York i a la Pingry School d'Elizabeth (Nova Jersey), abans d'ingressar a la Universitat de Colúmbia, en la qual es va graduar el 1886. Els dos anys següents va ser professor ajudant de la universitat mentre preparava el seu doctorat, que va obtenir el 1888. El primer d'aquests anys, el 1887, instigat pel seu professor van Amringe, va fer una estança a la universitat de Cambridge (Anglaterra), on va conèixer Arthur Cayley i va quedar impressionat pel funcionament de la London Mathematical Society; de tal forma que, en tornar a Nova York, va esmerçar tots els seus esforços en crear la New York Mathematical Society. La societat es va crear el 1888 amb van Amringe com el seu primer president i el mateix Fiske com a secretari.
Des de 1889 fins a la seva jubilació el 1936, Fiske va estar vinculat a la Universitat de Colúmbia; però, tot i ser un bon professor, es va dedicar més a les tasques organitzatives i administratives que a les docents i de recerca. Va ser degà del Barnard College durant dos anys, president de l'American Mathematical Society els anys 1903 i 1904, editor de diverses revistes matemàtiques i, sobre tot, va tenir una influència decisiva en la creació i organització de l'oficina d'admissions de la universitat, de la qual va ser secretari durant trenta cinc anys (1901-1936).